# Phòng thủ Sicilia, bẫy Magnus Smith
|   | a | b | c | d | e | f | g | h |   |
| 8 | a8 black rook · c8 black bishop · d8 black queen · e8 black king · f8 black bishop · h8 black rook · a7 black pawn · e7 black pawn · f7 black pawn · h7 black pawn · c6 black pawn · d6 black pawn · f6 black knight · g6 black pawn · e5 white pawn · c4 white bishop · c3 white knight · a2 white pawn · b2 white pawn · c2 white pawn · f2 white pawn · g2 white pawn · h2 white pawn · a1 white rook · c1 white bishop · d1 white queen · e1 white king · h1 white rook | a8 black rook · c8 black bishop · d8 black queen · e8 black king · f8 black bishop · h8 black rook · a7 black pawn · e7 black pawn · f7 black pawn · h7 black pawn · c6 black pawn · d6 black pawn · f6 black knight · g6 black pawn · e5 white pawn · c4 white bishop · c3 white knight · a2 white pawn · b2 white pawn · c2 white pawn · f2 white pawn · g2 white pawn · h2 white pawn · a1 white rook · c1 white bishop · d1 white queen · e1 white king · h1 white rook | a8 black rook · c8 black bishop · d8 black queen · e8 black king · f8 black bishop · h8 black rook · a7 black pawn · e7 black pawn · f7 black pawn · h7 black pawn · c6 black pawn · d6 black pawn · f6 black knight · g6 black pawn · e5 white pawn · c4 white bishop · c3 white knight · a2 white pawn · b2 white pawn · c2 white pawn · f2 white pawn · g2 white pawn · h2 white pawn · a1 white rook · c1 white bishop · d1 white queen · e1 white king · h1 white rook | a8 black rook · c8 black bishop · d8 black queen · e8 black king · f8 black bishop · h8 black rook · a7 black pawn · e7 black pawn · f7 black pawn · h7 black pawn · c6 black pawn · d6 black pawn · f6 black knight · g6 black pawn · e5 white pawn · c4 white bishop · c3 white knight · a2 white pawn · b2 white pawn · c2 white pawn · f2 white pawn · g2 white pawn · h2 white pawn · a1 white rook · c1 white bishop · d1 white queen · e1 white king · h1 white rook | a8 black rook · c8 black bishop · d8 black queen · e8 black king · f8 black bishop · h8 black rook · a7 black pawn · e7 black pawn · f7 black pawn · h7 black pawn · c6 black pawn · d6 black pawn · f6 black knight · g6 black pawn · e5 white pawn · c4 white bishop · c3 white knight · a2 white pawn · b2 white pawn · c2 white pawn · f2 white pawn · g2 white pawn · h2 white pawn · a1 white rook · c1 white bishop · d1 white queen · e1 white king · h1 white rook | a8 black rook · c8 black bishop · d8 black queen · e8 black king · f8 black bishop · h8 black rook · a7 black pawn · e7 black pawn · f7 black pawn · h7 black pawn · c6 black pawn · d6 black pawn · f6 black knight · g6 black pawn · e5 white pawn · c4 white bishop · c3 white knight · a2 white pawn · b2 white pawn · c2 white pawn · f2 white pawn · g2 white pawn · h2 white pawn · a1 white rook · c1 white bishop · d1 white queen · e1 white king · h1 white rook | a8 black rook · c8 black bishop · d8 black queen · e8 black king · f8 black bishop · h8 black rook · a7 black pawn · e7 black pawn · f7 black pawn · h7 black pawn · c6 black pawn · d6 black pawn · f6 black knight · g6 black pawn · e5 white pawn · c4 white bishop · c3 white knight · a2 white pawn · b2 white pawn · c2 white pawn · f2 white pawn · g2 white pawn · h2 white pawn · a1 white rook · c1 white bishop · d1 white queen · e1 white king · h1 white rook | a8 black rook · c8 black bishop · d8 black queen · e8 black king · f8 black bishop · h8 black rook · a7 black pawn · e7 black pawn · f7 black pawn · h7 black pawn · c6 black pawn · d6 black pawn · f6 black knight · g6 black pawn · e5 white pawn · c4 white bishop · c3 white knight · a2 white pawn · b2 white pawn · c2 white pawn · f2 white pawn · g2 white pawn · h2 white pawn · a1 white rook · c1 white bishop · d1 white queen · e1 white king · h1 white rook | 8 |
| 7 | a8 black rook · c8 black bishop · d8 black queen · e8 black king · f8 black bishop · h8 black rook · a7 black pawn · e7 black pawn · f7 black pawn · h7 black pawn · c6 black pawn · d6 black pawn · f6 black knight · g6 black pawn · e5 white pawn · c4 white bishop · c3 white knight · a2 white pawn · b2 white pawn · c2 white pawn · f2 white pawn · g2 white pawn · h2 white pawn · a1 white rook · c1 white bishop · d1 white queen · e1 white king · h1 white rook | a8 black rook · c8 black bishop · d8 black queen · e8 black king · f8 black bishop · h8 black rook · a7 black pawn · e7 black pawn · f7 black pawn · h7 black pawn · c6 black pawn · d6 black pawn · f6 black knight · g6 black pawn · e5 white pawn · c4 white bishop · c3 white knight · a2 white pawn · b2 white pawn · c2 white pawn · f2 white pawn · g2 white pawn · h2 white pawn · a1 white rook · c1 white bishop · d1 white queen · e1 white king · h1 white rook | a8 black rook · c8 black bishop · d8 black queen · e8 black king · f8 black bishop · h8 black rook · a7 black pawn · e7 black pawn · f7 black pawn · h7 black pawn · c6 black pawn · d6 black pawn · f6 black knight · g6 black pawn · e5 white pawn · c4 white bishop · c3 white knight · a2 white pawn · b2 white pawn · c2 white pawn · f2 white pawn · g2 white pawn · h2 white pawn · a1 white rook · c1 white bishop · d1 white queen · e1 white king · h1 white rook | a8 black rook · c8 black bishop · d8 black queen · e8 black king · f8 black bishop · h8 black rook · a7 black pawn · e7 black pawn · f7 black pawn · h7 black pawn · c6 black pawn · d6 black pawn · f6 black knight · g6 black pawn · e5 white pawn · c4 white bishop · c3 white knight · a2 white pawn · b2 white pawn · c2 white pawn · f2 white pawn · g2 white pawn · h2 white pawn · a1 white rook · c1 white bishop · d1 white queen · e1 white king · h1 white rook | a8 black rook · c8 black bishop · d8 black queen · e8 black king · f8 black bishop · h8 black rook · a7 black pawn · e7 black pawn · f7 black pawn · h7 black pawn · c6 black pawn · d6 black pawn · f6 black knight · g6 black pawn · e5 white pawn · c4 white bishop · c3 white knight · a2 white pawn · b2 white pawn · c2 white pawn · f2 white pawn · g2 white pawn · h2 white pawn · a1 white rook · c1 white bishop · d1 white queen · e1 white king · h1 white rook | a8 black rook · c8 black bishop · d8 black queen · e8 black king · f8 black bishop · h8 black rook · a7 black pawn · e7 black pawn · f7 black pawn · h7 black pawn · c6 black pawn · d6 black pawn · f6 black knight · g6 black pawn · e5 white pawn · c4 white bishop · c3 white knight · a2 white pawn · b2 white pawn · c2 white pawn · f2 white pawn · g2 white pawn · h2 white pawn · a1 white rook · c1 white bishop · d1 white queen · e1 white king · h1 white rook | a8 black rook · c8 black bishop · d8 black queen · e8 black king · f8 black bishop · h8 black rook · a7 black pawn · e7 black pawn · f7 black pawn · h7 black pawn · c6 black pawn · d6 black pawn · f6 black knight · g6 black pawn · e5 white pawn · c4 white bishop · c3 white knight · a2 white pawn · b2 white pawn · c2 white pawn · f2 white pawn · g2 white pawn · h2 white pawn · a1 white rook · c1 white bishop · d1 white queen · e1 white king · h1 white rook | a8 black rook · c8 black bishop · d8 black queen · e8 black king · f8 black bishop · h8 black rook · a7 black pawn · e7 black pawn · f7 black pawn · h7 black pawn · c6 black pawn · d6 black pawn · f6 black knight · g6 black pawn · e5 white pawn · c4 white bishop · c3 white knight · a2 white pawn · b2 white pawn · c2 white pawn · f2 white pawn · g2 white pawn · h2 white pawn · a1 white rook · c1 white bishop · d1 white queen · e1 white king · h1 white rook | 7 |
| 6 | a8 black rook · c8 black bishop · d8 black queen · e8 black king · f8 black bishop · h8 black rook · a7 black pawn · e7 black pawn · f7 black pawn · h7 black pawn · c6 black pawn · d6 black pawn · f6 black knight · g6 black pawn · e5 white pawn · c4 white bishop · c3 white knight · a2 white pawn · b2 white pawn · c2 white pawn · f2 white pawn · g2 white pawn · h2 white pawn · a1 white rook · c1 white bishop · d1 white queen · e1 white king · h1 white rook | a8 black rook · c8 black bishop · d8 black queen · e8 black king · f8 black bishop · h8 black rook · a7 black pawn · e7 black pawn · f7 black pawn · h7 black pawn · c6 black pawn · d6 black pawn · f6 black knight · g6 black pawn · e5 white pawn · c4 white bishop · c3 white knight · a2 white pawn · b2 white pawn · c2 white pawn · f2 white pawn · g2 white pawn · h2 white pawn · a1 white rook · c1 white bishop · d1 white queen · e1 white king · h1 white rook | a8 black rook · c8 black bishop · d8 black queen · e8 black king · f8 black bishop · h8 black rook · a7 black pawn · e7 black pawn · f7 black pawn · h7 black pawn · c6 black pawn · d6 black pawn · f6 black knight · g6 black pawn · e5 white pawn · c4 white bishop · c3 white knight · a2 white pawn · b2 white pawn · c2 white pawn · f2 white pawn · g2 white pawn · h2 white pawn · a1 white rook · c1 white bishop · d1 white queen · e1 white king · h1 white rook | a8 black rook · c8 black bishop · d8 black queen · e8 black king · f8 black bishop · h8 black rook · a7 black pawn · e7 black pawn · f7 black pawn · h7 black pawn · c6 black pawn · d6 black pawn · f6 black knight · g6 black pawn · e5 white pawn · c4 white bishop · c3 white knight · a2 white pawn · b2 white pawn · c2 white pawn · f2 white pawn · g2 white pawn · h2 white pawn · a1 white rook · c1 white bishop · d1 white queen · e1 white king · h1 white rook | a8 black rook · c8 black bishop · d8 black queen · e8 black king · f8 black bishop · h8 black rook · a7 black pawn · e7 black pawn · f7 black pawn · h7 black pawn · c6 black pawn · d6 black pawn · f6 black knight · g6 black pawn · e5 white pawn · c4 white bishop · c3 white knight · a2 white pawn · b2 white pawn · c2 white pawn · f2 white pawn · g2 white pawn · h2 white pawn · a1 white rook · c1 white bishop · d1 white queen · e1 white king · h1 white rook | a8 black rook · c8 black bishop · d8 black queen · e8 black king · f8 black bishop · h8 black rook · a7 black pawn · e7 black pawn · f7 black pawn · h7 black pawn · c6 black pawn · d6 black pawn · f6 black knight · g6 black pawn · e5 white pawn · c4 white bishop · c3 white knight · a2 white pawn · b2 white pawn · c2 white pawn · f2 white pawn · g2 white pawn · h2 white pawn · a1 white rook · c1 white bishop · d1 white queen · e1 white king · h1 white rook | a8 black rook · c8 black bishop · d8 black queen · e8 black king · f8 black bishop · h8 black rook · a7 black pawn · e7 black pawn · f7 black pawn · h7 black pawn · c6 black pawn · d6 black pawn · f6 black knight · g6 black pawn · e5 white pawn · c4 white bishop · c3 white knight · a2 white pawn · b2 white pawn · c2 white pawn · f2 white pawn · g2 white pawn · h2 white pawn · a1 white rook · c1 white bishop · d1 white queen · e1 white king · h1 white rook | a8 black rook · c8 black bishop · d8 black queen · e8 black king · f8 black bishop · h8 black rook · a7 black pawn · e7 black pawn · f7 black pawn · h7 black pawn · c6 black pawn · d6 black pawn · f6 black knight · g6 black pawn · e5 white pawn · c4 white bishop · c3 white knight · a2 white pawn · b2 white pawn · c2 white pawn · f2 white pawn · g2 white pawn · h2 white pawn · a1 white rook · c1 white bishop · d1 white queen · e1 white king · h1 white rook | 6 |
| 5 | a8 black rook · c8 black bishop · d8 black queen · e8 black king · f8 black bishop · h8 black rook · a7 black pawn · e7 black pawn · f7 black pawn · h7 black pawn · c6 black pawn · d6 black pawn · f6 black knight · g6 black pawn · e5 white pawn · c4 white bishop · c3 white knight · a2 white pawn · b2 white pawn · c2 white pawn · f2 white pawn · g2 white pawn · h2 white pawn · a1 white rook · c1 white bishop · d1 white queen · e1 white king · h1 white rook | a8 black rook · c8 black bishop · d8 black queen · e8 black king · f8 black bishop · h8 black rook · a7 black pawn · e7 black pawn · f7 black pawn · h7 black pawn · c6 black pawn · d6 black pawn · f6 black knight · g6 black pawn · e5 white pawn · c4 white bishop · c3 white knight · a2 white pawn · b2 white pawn · c2 white pawn · f2 white pawn · g2 white pawn · h2 white pawn · a1 white rook · c1 white bishop · d1 white queen · e1 white king · h1 white rook | a8 black rook · c8 black bishop · d8 black queen · e8 black king · f8 black bishop · h8 black rook · a7 black pawn · e7 black pawn · f7 black pawn · h7 black pawn · c6 black pawn · d6 black pawn · f6 black knight · g6 black pawn · e5 white pawn · c4 white bishop · c3 white knight · a2 white pawn · b2 white pawn · c2 white pawn · f2 white pawn · g2 white pawn · h2 white pawn · a1 white rook · c1 white bishop · d1 white queen · e1 white king · h1 white rook | a8 black rook · c8 black bishop · d8 black queen · e8 black king · f8 black bishop · h8 black rook · a7 black pawn · e7 black pawn · f7 black pawn · h7 black pawn · c6 black pawn · d6 black pawn · f6 black knight · g6 black pawn · e5 white pawn · c4 white bishop · c3 white knight · a2 white pawn · b2 white pawn · c2 white pawn · f2 white pawn · g2 white pawn · h2 white pawn · a1 white rook · c1 white bishop · d1 white queen · e1 white king · h1 white rook | a8 black rook · c8 black bishop · d8 black queen · e8 black king · f8 black bishop · h8 black rook · a7 black pawn · e7 black pawn · f7 black pawn · h7 black pawn · c6 black pawn · d6 black pawn · f6 black knight · g6 black pawn · e5 white pawn · c4 white bishop · c3 white knight · a2 white pawn · b2 white pawn · c2 white pawn · f2 white pawn · g2 white pawn · h2 white pawn · a1 white rook · c1 white bishop · d1 white queen · e1 white king · h1 white rook | a8 black rook · c8 black bishop · d8 black queen · e8 black king · f8 black bishop · h8 black rook · a7 black pawn · e7 black pawn · f7 black pawn · h7 black pawn · c6 black pawn · d6 black pawn · f6 black knight · g6 black pawn · e5 white pawn · c4 white bishop · c3 white knight · a2 white pawn · b2 white pawn · c2 white pawn · f2 white pawn · g2 white pawn · h2 white pawn · a1 white rook · c1 white bishop · d1 white queen · e1 white king · h1 white rook | a8 black rook · c8 black bishop · d8 black queen · e8 black king · f8 black bishop · h8 black rook · a7 black pawn · e7 black pawn · f7 black pawn · h7 black pawn · c6 black pawn · d6 black pawn · f6 black knight · g6 black pawn · e5 white pawn · c4 white bishop · c3 white knight · a2 white pawn · b2 white pawn · c2 white pawn · f2 white pawn · g2 white pawn · h2 white pawn · a1 white rook · c1 white bishop · d1 white queen · e1 white king · h1 white rook | a8 black rook · c8 black bishop · d8 black queen · e8 black king · f8 black bishop · h8 black rook · a7 black pawn · e7 black pawn · f7 black pawn · h7 black pawn · c6 black pawn · d6 black pawn · f6 black knight · g6 black pawn · e5 white pawn · c4 white bishop · c3 white knight · a2 white pawn · b2 white pawn · c2 white pawn · f2 white pawn · g2 white pawn · h2 white pawn · a1 white rook · c1 white bishop · d1 white queen · e1 white king · h1 white rook | 5 |
| 4 | a8 black rook · c8 black bishop · d8 black queen · e8 black king · f8 black bishop · h8 black rook · a7 black pawn · e7 black pawn · f7 black pawn · h7 black pawn · c6 black pawn · d6 black pawn · f6 black knight · g6 black pawn · e5 white pawn · c4 white bishop · c3 white knight · a2 white pawn · b2 white pawn · c2 white pawn · f2 white pawn · g2 white pawn · h2 white pawn · a1 white rook · c1 white bishop · d1 white queen · e1 white king · h1 white rook | a8 black rook · c8 black bishop · d8 black queen · e8 black king · f8 black bishop · h8 black rook · a7 black pawn · e7 black pawn · f7 black pawn · h7 black pawn · c6 black pawn · d6 black pawn · f6 black knight · g6 black pawn · e5 white pawn · c4 white bishop · c3 white knight · a2 white pawn · b2 white pawn · c2 white pawn · f2 white pawn · g2 white pawn · h2 white pawn · a1 white rook · c1 white bishop · d1 white queen · e1 white king · h1 white rook | a8 black rook · c8 black bishop · d8 black queen · e8 black king · f8 black bishop · h8 black rook · a7 black pawn · e7 black pawn · f7 black pawn · h7 black pawn · c6 black pawn · d6 black pawn · f6 black knight · g6 black pawn · e5 white pawn · c4 white bishop · c3 white knight · a2 white pawn · b2 white pawn · c2 white pawn · f2 white pawn · g2 white pawn · h2 white pawn · a1 white rook · c1 white bishop · d1 white queen · e1 white king · h1 white rook | a8 black rook · c8 black bishop · d8 black queen · e8 black king · f8 black bishop · h8 black rook · a7 black pawn · e7 black pawn · f7 black pawn · h7 black pawn · c6 black pawn · d6 black pawn · f6 black knight · g6 black pawn · e5 white pawn · c4 white bishop · c3 white knight · a2 white pawn · b2 white pawn · c2 white pawn · f2 white pawn · g2 white pawn · h2 white pawn · a1 white rook · c1 white bishop · d1 white queen · e1 white king · h1 white rook | a8 black rook · c8 black bishop · d8 black queen · e8 black king · f8 black bishop · h8 black rook · a7 black pawn · e7 black pawn · f7 black pawn · h7 black pawn · c6 black pawn · d6 black pawn · f6 black knight · g6 black pawn · e5 white pawn · c4 white bishop · c3 white knight · a2 white pawn · b2 white pawn · c2 white pawn · f2 white pawn · g2 white pawn · h2 white pawn · a1 white rook · c1 white bishop · d1 white queen · e1 white king · h1 white rook | a8 black rook · c8 black bishop · d8 black queen · e8 black king · f8 black bishop · h8 black rook · a7 black pawn · e7 black pawn · f7 black pawn · h7 black pawn · c6 black pawn · d6 black pawn · f6 black knight · g6 black pawn · e5 white pawn · c4 white bishop · c3 white knight · a2 white pawn · b2 white pawn · c2 white pawn · f2 white pawn · g2 white pawn · h2 white pawn · a1 white rook · c1 white bishop · d1 white queen · e1 white king · h1 white rook | a8 black rook · c8 black bishop · d8 black queen · e8 black king · f8 black bishop · h8 black rook · a7 black pawn · e7 black pawn · f7 black pawn · h7 black pawn · c6 black pawn · d6 black pawn · f6 black knight · g6 black pawn · e5 white pawn · c4 white bishop · c3 white knight · a2 white pawn · b2 white pawn · c2 white pawn · f2 white pawn · g2 white pawn · h2 white pawn · a1 white rook · c1 white bishop · d1 white queen · e1 white king · h1 white rook | a8 black rook · c8 black bishop · d8 black queen · e8 black king · f8 black bishop · h8 black rook · a7 black pawn · e7 black pawn · f7 black pawn · h7 black pawn · c6 black pawn · d6 black pawn · f6 black knight · g6 black pawn · e5 white pawn · c4 white bishop · c3 white knight · a2 white pawn · b2 white pawn · c2 white pawn · f2 white pawn · g2 white pawn · h2 white pawn · a1 white rook · c1 white bishop · d1 white queen · e1 white king · h1 white rook | 4 |
| 3 | a8 black rook · c8 black bishop · d8 black queen · e8 black king · f8 black bishop · h8 black rook · a7 black pawn · e7 black pawn · f7 black pawn · h7 black pawn · c6 black pawn · d6 black pawn · f6 black knight · g6 black pawn · e5 white pawn · c4 white bishop · c3 white knight · a2 white pawn · b2 white pawn · c2 white pawn · f2 white pawn · g2 white pawn · h2 white pawn · a1 white rook · c1 white bishop · d1 white queen · e1 white king · h1 white rook | a8 black rook · c8 black bishop · d8 black queen · e8 black king · f8 black bishop · h8 black rook · a7 black pawn · e7 black pawn · f7 black pawn · h7 black pawn · c6 black pawn · d6 black pawn · f6 black knight · g6 black pawn · e5 white pawn · c4 white bishop · c3 white knight · a2 white pawn · b2 white pawn · c2 white pawn · f2 white pawn · g2 white pawn · h2 white pawn · a1 white rook · c1 white bishop · d1 white queen · e1 white king · h1 white rook | a8 black rook · c8 black bishop · d8 black queen · e8 black king · f8 black bishop · h8 black rook · a7 black pawn · e7 black pawn · f7 black pawn · h7 black pawn · c6 black pawn · d6 black pawn · f6 black knight · g6 black pawn · e5 white pawn · c4 white bishop · c3 white knight · a2 white pawn · b2 white pawn · c2 white pawn · f2 white pawn · g2 white pawn · h2 white pawn · a1 white rook · c1 white bishop · d1 white queen · e1 white king · h1 white rook | a8 black rook · c8 black bishop · d8 black queen · e8 black king · f8 black bishop · h8 black rook · a7 black pawn · e7 black pawn · f7 black pawn · h7 black pawn · c6 black pawn · d6 black pawn · f6 black knight · g6 black pawn · e5 white pawn · c4 white bishop · c3 white knight · a2 white pawn · b2 white pawn · c2 white pawn · f2 white pawn · g2 white pawn · h2 white pawn · a1 white rook · c1 white bishop · d1 white queen · e1 white king · h1 white rook | a8 black rook · c8 black bishop · d8 black queen · e8 black king · f8 black bishop · h8 black rook · a7 black pawn · e7 black pawn · f7 black pawn · h7 black pawn · c6 black pawn · d6 black pawn · f6 black knight · g6 black pawn · e5 white pawn · c4 white bishop · c3 white knight · a2 white pawn · b2 white pawn · c2 white pawn · f2 white pawn · g2 white pawn · h2 white pawn · a1 white rook · c1 white bishop · d1 white queen · e1 white king · h1 white rook | a8 black rook · c8 black bishop · d8 black queen · e8 black king · f8 black bishop · h8 black rook · a7 black pawn · e7 black pawn · f7 black pawn · h7 black pawn · c6 black pawn · d6 black pawn · f6 black knight · g6 black pawn · e5 white pawn · c4 white bishop · c3 white knight · a2 white pawn · b2 white pawn · c2 white pawn · f2 white pawn · g2 white pawn · h2 white pawn · a1 white rook · c1 white bishop · d1 white queen · e1 white king · h1 white rook | a8 black rook · c8 black bishop · d8 black queen · e8 black king · f8 black bishop · h8 black rook · a7 black pawn · e7 black pawn · f7 black pawn · h7 black pawn · c6 black pawn · d6 black pawn · f6 black knight · g6 black pawn · e5 white pawn · c4 white bishop · c3 white knight · a2 white pawn · b2 white pawn · c2 white pawn · f2 white pawn · g2 white pawn · h2 white pawn · a1 white rook · c1 white bishop · d1 white queen · e1 white king · h1 white rook | a8 black rook · c8 black bishop · d8 black queen · e8 black king · f8 black bishop · h8 black rook · a7 black pawn · e7 black pawn · f7 black pawn · h7 black pawn · c6 black pawn · d6 black pawn · f6 black knight · g6 black pawn · e5 white pawn · c4 white bishop · c3 white knight · a2 white pawn · b2 white pawn · c2 white pawn · f2 white pawn · g2 white pawn · h2 white pawn · a1 white rook · c1 white bishop · d1 white queen · e1 white king · h1 white rook | 3 |
| 2 | a8 black rook · c8 black bishop · d8 black queen · e8 black king · f8 black bishop · h8 black rook · a7 black pawn · e7 black pawn · f7 black pawn · h7 black pawn · c6 black pawn · d6 black pawn · f6 black knight · g6 black pawn · e5 white pawn · c4 white bishop · c3 white knight · a2 white pawn · b2 white pawn · c2 white pawn · f2 white pawn · g2 white pawn · h2 white pawn · a1 white rook · c1 white bishop · d1 white queen · e1 white king · h1 white rook | a8 black rook · c8 black bishop · d8 black queen · e8 black king · f8 black bishop · h8 black rook · a7 black pawn · e7 black pawn · f7 black pawn · h7 black pawn · c6 black pawn · d6 black pawn · f6 black knight · g6 black pawn · e5 white pawn · c4 white bishop · c3 white knight · a2 white pawn · b2 white pawn · c2 white pawn · f2 white pawn · g2 white pawn · h2 white pawn · a1 white rook · c1 white bishop · d1 white queen · e1 white king · h1 white rook | a8 black rook · c8 black bishop · d8 black queen · e8 black king · f8 black bishop · h8 black rook · a7 black pawn · e7 black pawn · f7 black pawn · h7 black pawn · c6 black pawn · d6 black pawn · f6 black knight · g6 black pawn · e5 white pawn · c4 white bishop · c3 white knight · a2 white pawn · b2 white pawn · c2 white pawn · f2 white pawn · g2 white pawn · h2 white pawn · a1 white rook · c1 white bishop · d1 white queen · e1 white king · h1 white rook | a8 black rook · c8 black bishop · d8 black queen · e8 black king · f8 black bishop · h8 black rook · a7 black pawn · e7 black pawn · f7 black pawn · h7 black pawn · c6 black pawn · d6 black pawn · f6 black knight · g6 black pawn · e5 white pawn · c4 white bishop · c3 white knight · a2 white pawn · b2 white pawn · c2 white pawn · f2 white pawn · g2 white pawn · h2 white pawn · a1 white rook · c1 white bishop · d1 white queen · e1 white king · h1 white rook | a8 black rook · c8 black bishop · d8 black queen · e8 black king · f8 black bishop · h8 black rook · a7 black pawn · e7 black pawn · f7 black pawn · h7 black pawn · c6 black pawn · d6 black pawn · f6 black knight · g6 black pawn · e5 white pawn · c4 white bishop · c3 white knight · a2 white pawn · b2 white pawn · c2 white pawn · f2 white pawn · g2 white pawn · h2 white pawn · a1 white rook · c1 white bishop · d1 white queen · e1 white king · h1 white rook | a8 black rook · c8 black bishop · d8 black queen · e8 black king · f8 black bishop · h8 black rook · a7 black pawn · e7 black pawn · f7 black pawn · h7 black pawn · c6 black pawn · d6 black pawn · f6 black knight · g6 black pawn · e5 white pawn · c4 white bishop · c3 white knight · a2 white pawn · b2 white pawn · c2 white pawn · f2 white pawn · g2 white pawn · h2 white pawn · a1 white rook · c1 white bishop · d1 white queen · e1 white king · h1 white rook | a8 black rook · c8 black bishop · d8 black queen · e8 black king · f8 black bishop · h8 black rook · a7 black pawn · e7 black pawn · f7 black pawn · h7 black pawn · c6 black pawn · d6 black pawn · f6 black knight · g6 black pawn · e5 white pawn · c4 white bishop · c3 white knight · a2 white pawn · b2 white pawn · c2 white pawn · f2 white pawn · g2 white pawn · h2 white pawn · a1 white rook · c1 white bishop · d1 white queen · e1 white king · h1 white rook | a8 black rook · c8 black bishop · d8 black queen · e8 black king · f8 black bishop · h8 black rook · a7 black pawn · e7 black pawn · f7 black pawn · h7 black pawn · c6 black pawn · d6 black pawn · f6 black knight · g6 black pawn · e5 white pawn · c4 white bishop · c3 white knight · a2 white pawn · b2 white pawn · c2 white pawn · f2 white pawn · g2 white pawn · h2 white pawn · a1 white rook · c1 white bishop · d1 white queen · e1 white king · h1 white rook | 2 |
| 1 | a8 black rook · c8 black bishop · d8 black queen · e8 black king · f8 black bishop · h8 black rook · a7 black pawn · e7 black pawn · f7 black pawn · h7 black pawn · c6 black pawn · d6 black pawn · f6 black knight · g6 black pawn · e5 white pawn · c4 white bishop · c3 white knight · a2 white pawn · b2 white pawn · c2 white pawn · f2 white pawn · g2 white pawn · h2 white pawn · a1 white rook · c1 white bishop · d1 white queen · e1 white king · h1 white rook | a8 black rook · c8 black bishop · d8 black queen · e8 black king · f8 black bishop · h8 black rook · a7 black pawn · e7 black pawn · f7 black pawn · h7 black pawn · c6 black pawn · d6 black pawn · f6 black knight · g6 black pawn · e5 white pawn · c4 white bishop · c3 white knight · a2 white pawn · b2 white pawn · c2 white pawn · f2 white pawn · g2 white pawn · h2 white pawn · a1 white rook · c1 white bishop · d1 white queen · e1 white king · h1 white rook | a8 black rook · c8 black bishop · d8 black queen · e8 black king · f8 black bishop · h8 black rook · a7 black pawn · e7 black pawn · f7 black pawn · h7 black pawn · c6 black pawn · d6 black pawn · f6 black knight · g6 black pawn · e5 white pawn · c4 white bishop · c3 white knight · a2 white pawn · b2 white pawn · c2 white pawn · f2 white pawn · g2 white pawn · h2 white pawn · a1 white rook · c1 white bishop · d1 white queen · e1 white king · h1 white rook | a8 black rook · c8 black bishop · d8 black queen · e8 black king · f8 black bishop · h8 black rook · a7 black pawn · e7 black pawn · f7 black pawn · h7 black pawn · c6 black pawn · d6 black pawn · f6 black knight · g6 black pawn · e5 white pawn · c4 white bishop · c3 white knight · a2 white pawn · b2 white pawn · c2 white pawn · f2 white pawn · g2 white pawn · h2 white pawn · a1 white rook · c1 white bishop · d1 white queen · e1 white king · h1 white rook | a8 black rook · c8 black bishop · d8 black queen · e8 black king · f8 black bishop · h8 black rook · a7 black pawn · e7 black pawn · f7 black pawn · h7 black pawn · c6 black pawn · d6 black pawn · f6 black knight · g6 black pawn · e5 white pawn · c4 white bishop · c3 white knight · a2 white pawn · b2 white pawn · c2 white pawn · f2 white pawn · g2 white pawn · h2 white pawn · a1 white rook · c1 white bishop · d1 white queen · e1 white king · h1 white rook | a8 black rook · c8 black bishop · d8 black queen · e8 black king · f8 black bishop · h8 black rook · a7 black pawn · e7 black pawn · f7 black pawn · h7 black pawn · c6 black pawn · d6 black pawn · f6 black knight · g6 black pawn · e5 white pawn · c4 white bishop · c3 white knight · a2 white pawn · b2 white pawn · c2 white pawn · f2 white pawn · g2 white pawn · h2 white pawn · a1 white rook · c1 white bishop · d1 white queen · e1 white king · h1 white rook | a8 black rook · c8 black bishop · d8 black queen · e8 black king · f8 black bishop · h8 black rook · a7 black pawn · e7 black pawn · f7 black pawn · h7 black pawn · c6 black pawn · d6 black pawn · f6 black knight · g6 black pawn · e5 white pawn · c4 white bishop · c3 white knight · a2 white pawn · b2 white pawn · c2 white pawn · f2 white pawn · g2 white pawn · h2 white pawn · a1 white rook · c1 white bishop · d1 white queen · e1 white king · h1 white rook | a8 black rook · c8 black bishop · d8 black queen · e8 black king · f8 black bishop · h8 black rook · a7 black pawn · e7 black pawn · f7 black pawn · h7 black pawn · c6 black pawn · d6 black pawn · f6 black knight · g6 black pawn · e5 white pawn · c4 white bishop · c3 white knight · a2 white pawn · b2 white pawn · c2 white pawn · f2 white pawn · g2 white pawn · h2 white pawn · a1 white rook · c1 white bishop · d1 white queen · e1 white king · h1 white rook | 1 |
|   | a | b | c | d | e | f | g | h |   |

Bẫy Magnus Smith là một bẫy khai cuộc trong phòng thủ Sicilian và nó được đặt theo tên kỳ thủ từng ba lần vô địch giải cờ vua Canada Magnus Smith (1869-1934). Trong một bài viết có tiêu đề "'The Magnus Smith Trap'" xuất bản trong mục Chess Notes trên các bài báo (được lưu trữ tại Trung tâm Lịch sử Cờ vua), nhà sử học về cờ vua Edward Winter đã viết; "Chúng ta tin rằng 'Bẫy Magnus Smith' là một cái tên nhầm lẫn, mặc dù trong phòng thủ Sisilian cũng có một 'biến Magnus Smith' (một trường hợp hiếm hoi sử dụng cả họ và tên của một kỳ thủ để đặt cho một biến trong khai cuộc."

## Cái bẫy
1. e4 c5 2. Mf3 d6 3. d4 cxd4 4. Mxd4 Mf6 5. Mc3 Mc6 6. Tc4
Đây là phương án Sozin (hoặc Fischer) trong phòng thủ Sisilian. Câu trả lời phổ biến lúc này là 6...e6, ngăn chặn mối đe dọa từ quân Tượng c4 trên đường chéo a2-g8.
6... g6?!
Với nước đi này, Đen đã rơi vào bẫy.
7. Mxc6 bxc6 8. e5! (xem hình)
Đen đang gặp rắc rối. Sau khi 8...Mh5?, theo Bobby Fischer ta có 9.Hf3! e6 (9...d5 10.Mxd5!) 10.g4 Mg7 11.Me4 Ha5+ (11...d5 12.Mf6+ Ve7 13.Ha3+) 12.Td2 Hxe5 13.Tc3 và Hậu Đen bị bẫy. Phương án phù hợp hơn là 8...Mg4 9.e6 f5, và như trong ván Schlechter–Lasker, giải Vô địch Thế giới (7) 1910 thì cuối cùng Đen có kết quả hòa, hay là 8...d5 9.exf6 dxc4 10.Hxd8+ Vxd8 11.Tg5 Te6 12.0-0-0+ Ve8 thậm chí giúp Đen thắng trong ván Rosen–Burn, Paris 1900.
 Trong diễn biến cái bẫy, nước đi mà Đen chọn đã dẫn tới thảm họa.
8... dxe5?? 9. Txf7+
Và Trắng hơn Hậu sau khi 9...Vxf7 10.Hxd8.